# Ixtapan del Oro
Ixtapan del Oro es una localidad del Estado de México, cabecera del Municipio de Ixtapan del Oro. En el censo de 2020 la localidad tenía 944 habitantes.

## Historia
En 1870 la población de Ixtapan del Oro fue segregada del Municipio de Otzoloapan para conformar el Municipio de Ixtapan del Oro, con cabecera en la localidad homónima. En 1949 la localidad recibió el suministro de energía eléctrica. El 29 de marzo de 1969 es inaugurado el nuevo palacio municipal.